# 화웨이 클라우드

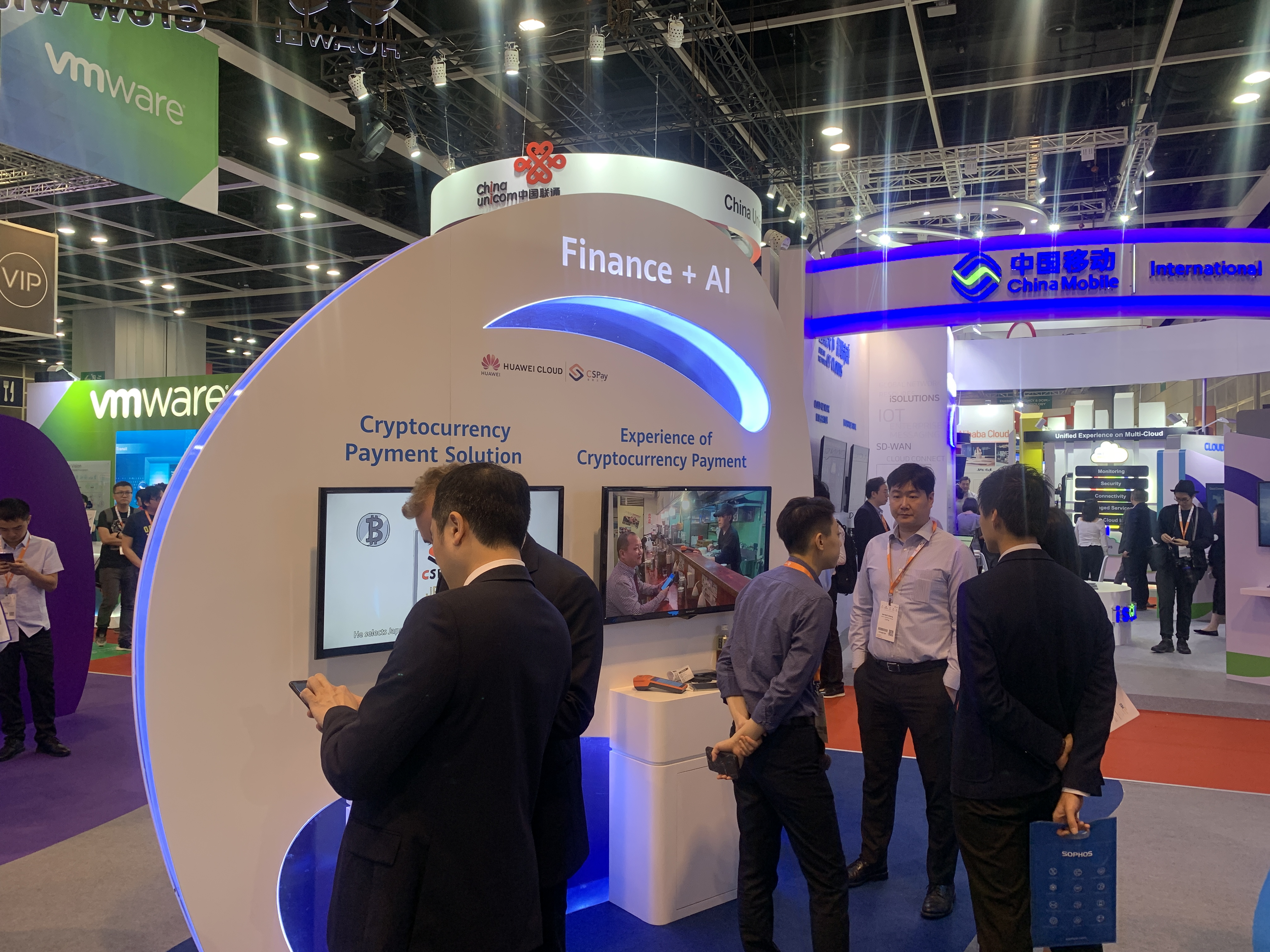
홍콩에서 열린 화웨이 클라우드 전시회

 화웨이 클라우드(중국어 간체자: 华为云, 정체자: 華為雲, 영어: Huawei Cloud)는 화웨이가 2018년에 새로 출시한 클라우드 스토리지 서비스이다. 사업 지역 범위는 아시아 뿐만 아니라 유럽과 아프리카도 포함된다. 또한 국제 안전 인증 기관으로부터 인증을 받았다.

## 발전
화웨이 클라우드는 스마트 취안잔(全棧) AI 서비스가 홍콩에서 출시되었다고 발표했으며, 원스톱 AI 개발 플랫폼인 ModelArts, 문자 인식(OCR), 자연 언어 처리(OCR) 등 48건의 AI 서비스를 제공한다고 밝혔다. 블록체인(Blockchain)과 같은 일련의 서비스를 통해 1,000개 이상의 모델을 갖춘 풀라이징 사물인터넷(IoT) 서비스를 제공하는 한편 해외 기업 전용 화웨이 클라우드 스토어를 제공한다. 그 외에 전 세계 사용자를 위한 40건이 넘는 ISV(독립 소프트웨어 프로바이더) 제품을 비롯한 16개 유형으로 구성된 총 250개 소프트웨어 응용 상품을 제공한다.

## 데이터 센터
- 중국 지역: 베이징, 상하이, 구이양, 광저우, 선전, 다롄
- 해외 지역: 홍콩, 방콕, 모스크바, 베를린, 파리, 프랑크푸르트, 암스테르담, 요하네스버그, 멕시코시티, 리마, 상파울루, 샌디에이고, 부에노스아이레스[4]

## 블록체인
화웨이 클라우드는 사물인터넷(IoT), 자료 처리 활용 프로그램(data applications), 금융 분야 지원 등 다양한 산업에 적용할 수 있는 '블록 체인 서비스(BCS)' 솔루션을 내놓았다.
화웨이 클라운드는 CSPay, 즉 제3자 암호화 화폐 지급 플랫폼인 츠쯔위(斥資逾)를 1년에 10만 명의 가입자가 이용할 수 있도록 1,000만 위안 이상의 자금을 들여 플랫폼을 보급했다. 이 프로젝트는 화웨이 클라우드에서 제어 및 보안 서비스를 제공하며, 이는 화웨이 클라우드가 지원하는 최초의 암호화된 통화 지불 플랫폼이 될 예정이다.